# انتونیو ارگیلس
انتونیو ارگیلس (انگلیسی: Antonio Argilés; ۳۱ دسامبر ۱۹۳۱ – ۲۱ اوت ۱۹۹۰) بازیکن فوتبال اهل اسپانیا بود.
از باشگاه‌هایی که در آن بازی کرده‌است می‌توان به باشگاه فوتبال اسپانیول اشاره کرد.
وی همچنین در تیم ملی فوتبال اسپانیا بازی کرده‌است.